# 19096 Leonfridman
19096 Leonfridman este un asteroid din centura principală de asteroizi.

## Descriere
19096 Leonfridman este un asteroid din centura principală de asteroizi. A fost descoperit pe 14 octombrie 1979 la Observatorul de Astrofizică din Crimeea de Nikolai Cernîh. Asteroidul prezintă o orbită caracterizată de o semiaxă mare de 2,29 ua, o excentricitate de 0,15 și o înclinație de 8,5° în raport cu ecliptica.